# Parmenonta maculata
Parmenonta maculata är en skalbaggsart som beskrevs av Martins och Maria Helena M. Galileo 1999. Parmenonta maculata ingår i släktet Parmenonta och familjen långhorningar. Inga underarter finns listade i Catalogue of Life.